# Pluto der Jagdhund
Pluto der Jagdhund ist ein US-amerikanischer animierter Kurzfilm von Clyde Geronimi aus dem Jahr 1939. Ein Alternativtitel des Films lautet Plutos Jagdinstinkt.

## Handlung
Micky Maus und sein Hund Pluto gehen in den Wald auf Wachteljagd. An ihrem Zelt werfen sie lachend eine Büchse Bohnen fort, hoffen sie doch, abends einen Braten essen zu können. Pluto soll während der Jagd die im Buch How to Train a Pointer niedergeschriebene Grundregel aller Jagdhunde befolgen: Ruhig bleiben und sich nicht bewegen. Als beide sich an eine Wachtelfamilie anpirschen, vergisst sich Pluto jedoch und verjagt mit seiner ungestühmen Art sämtliche Vögel. Micky ist wütend, zeigt Pluto jedoch selbst noch einmal, wie ein guter Jagdhund stillhält.
Der zweite Anpirschversuch beginnt und Pluto wird durch einen Wurm abgelenkt und folgt diesem. Micky hingegen wird nun unbemerkt von einem riesigen Bären verfolgt, der bei Angriffsversuchen auf Micky von diesem stets wie ein Hund behandelt und zurechtgewiesen wird. Pluto hat unterdessen die Wachtelfamilie entdeckt, sich jedoch ans Stillhalten erinnert und ist in deren Nähe regelrecht versteinert. Die Wachtelküken turnen auf ihm herum und bald gesellen sich andere Tiere des Waldes zu Pluto.
Micky erscheint schließlich bei seinem Hund und ist verwundert. Er erkennt, dass hinter ihm unmöglich ebenfalls Pluto stehen kann und blickt prompt in den geöffneten Rachen des Bären. Gemeinsam mit Pluto erfolgt die eilige Flucht zurück zum Zelt. Dort finden sie im Taschenlampenschein die Büchse Bohnen wieder und sind erleichtert.

## Produktion
Pluto der Jagdhund erschien am 21. Juli 1939 als Teil der Disney-Trickfilmreihe Micky Maus. Es war der erste Film, der Micky nach seiner Neugestaltung durch Fred Moore zeigte. Die Maus besaß nun unter anderem Pupillen.

## Synchronisation
| Rolle      | Originalsprecher |
| ---------- | ---------------- |
| Micky Maus | Walt Disney      |
| Pluto      | Lee Millar       |

## Auszeichnungen
Pluto der Jagdhund wurde 1940 für einen Oscar in der Kategorie „Bester animierter Kurzfilm“ nominiert, konnte sich jedoch nicht gegen Das hässliche Entlein durchsetzen.